# کوئیزومی تاکاشی
کوئیزومی تاکاشی (به ژاپنی: 小泉堯史) (زاده ۶ نوامبر ۱۹۴۴) کارگردان و فیلم‌نامه‌نویس ژاپنی است. او از میانهٔ دهه هشتاد تا سال‌های آغازین دهه نود میلادی دستیار آکیرا کوروساوا، فیلمساز برجسته سینمای ژاپن بود.

## حضور در جشنواره فیلم فجر
کوئیزومی در بیست و هفتمین دوره جشنواره بین‌المللی فیلم فجر به‌عنوان مهمان ویژه حضور یافت. در این جشنواره آخرین ساخته او به‌نام بهترین آرزوها برای فردا برنده سیمرغ بلورین بخش جلوه‌گاه شرق مسابقه سینمای بین‌الملل شد. یک سال پیش از آن، فیلم پروفسور و معادله محبوبش یکی دیگر از ساخته‌های کوئیزومی در بیست و ششمین دوره این جشنواره، سیمرغ بلورین بهترین کارگردانی در بخش سینمای معناگرا (بخش سینمای بین‌الملل) را به‌دست آورده بود.
فیلم‌های بهترین آرزوها برای فردا و پروفسور و معادله محبوبش در صدا و سیمای جمهوری اسلامی ایران نیز به نمایش درآمده‌اند.

## فیلم‌شناسی
- بهترین آرزوها برای فردا (نویسنده و کارگردان، ۲۰۰۸)
- پروفسور و معادله محبوبش (نویسنده و کارگردان، ۲۰۰۶)
- نامه‌ای از کوهستان (نویسنده و کارگردان، ۲۰۰۲)
- پس از باران (کارگردان، ۱۹۹۹)
- مادادایو (دستیار کارگردان آکیرا کوروساوا، ۱۹۹۳)
- راپسودی در ماه اوت (دستیار اول کارگردان آکیرا کوروساوا، ۱۹۹۱)
- رویاهای آکیرا کوروساوا (دستیار کارگردان آکیرا کوروساوا، ۱۹۹۰)
- آشوب (دستیار کارگردان آکیرا کوروساوا، ۱۹۸۵)
- ویتنام (فیلم‌نامه‌نویس، ۱۹۶۹)